# Niccolò dei Conti
Niccolò dei Conti (ur. ok. 1395 w Chioggia, niedaleko Wenecji; zm. 1469 w Wenecji) – podróżnik i kupiec wenecki, autor cenionej w XVI wieku relacji z podróży do krajów arabskich na Bliskim Wschodzie, Indii, Cejlonu i Azji Południowo-wschodniej. Prawdopodobnie jako pierwszy Europejczyk poznał wnętrze Indii i odwiedził wiele miast nieznanych w Europie.